# Darling (Africa de Sud)
Darling este un oraș din provincia Wes-Kaap, Africa de Sud.

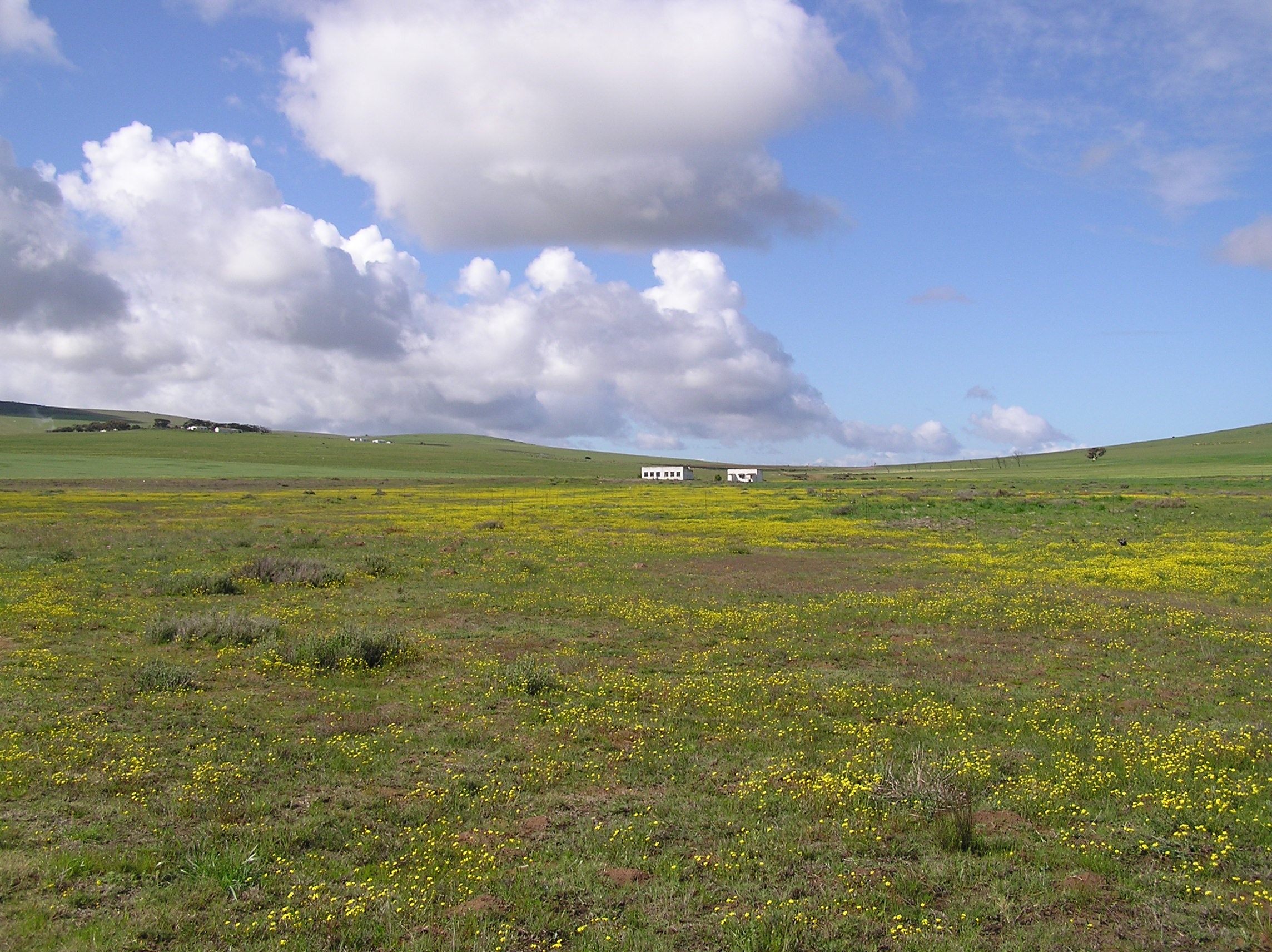
Tienie Versfeld Wildflower Reserve
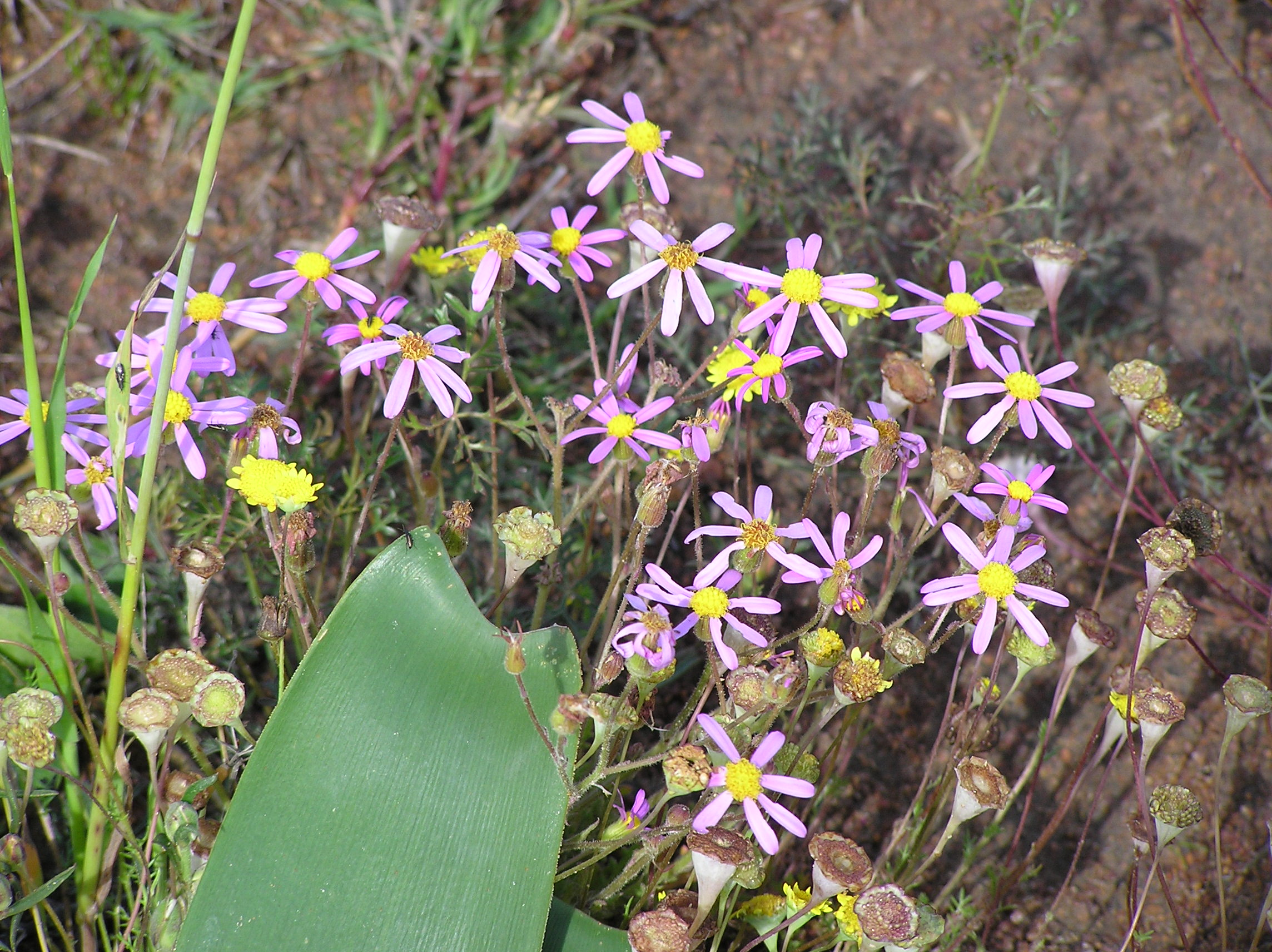
Felicia tenella, Tienie Versfeld Wildflower Reserve
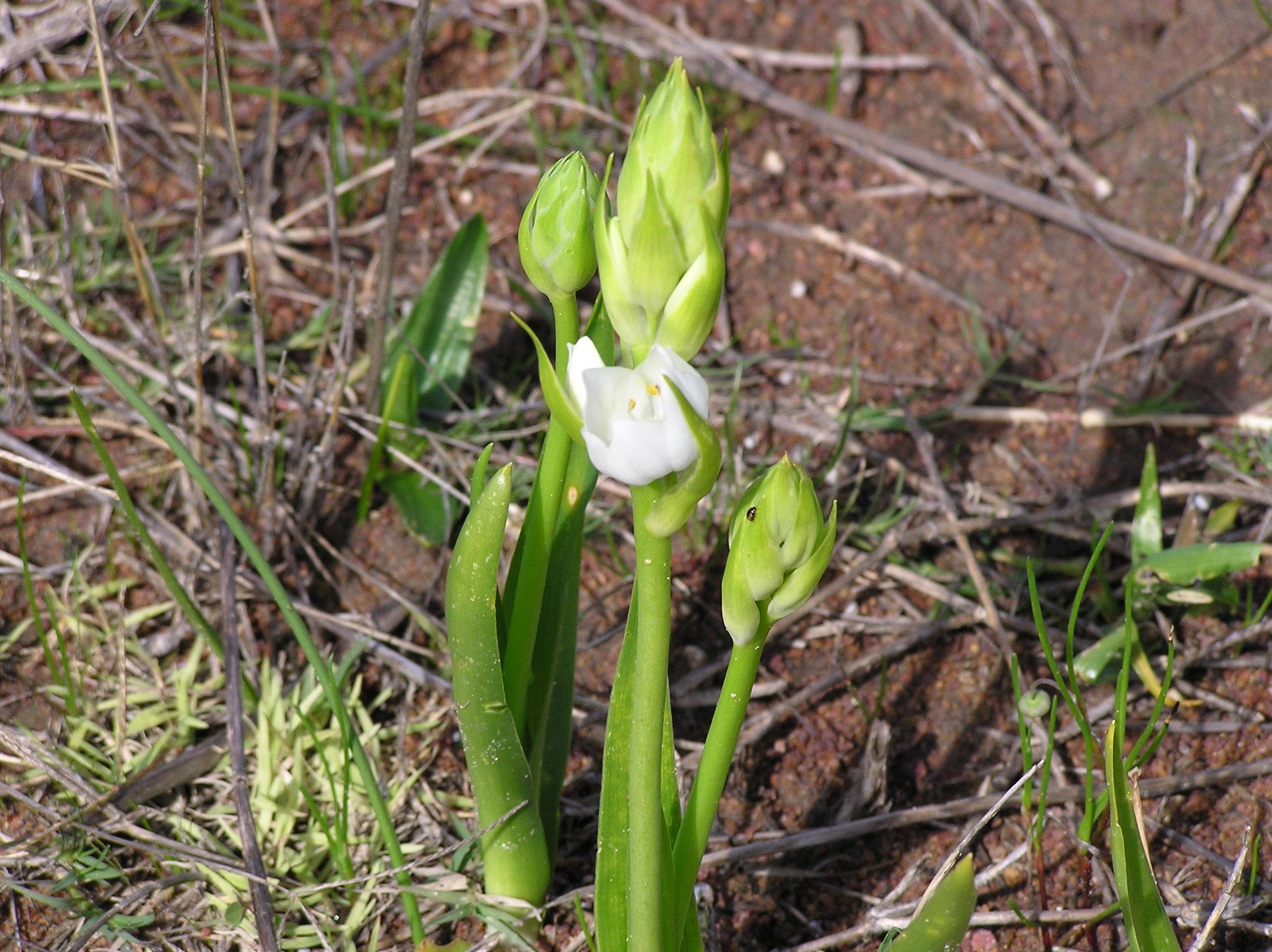
Tienie Versfeld Wildflower Reserve
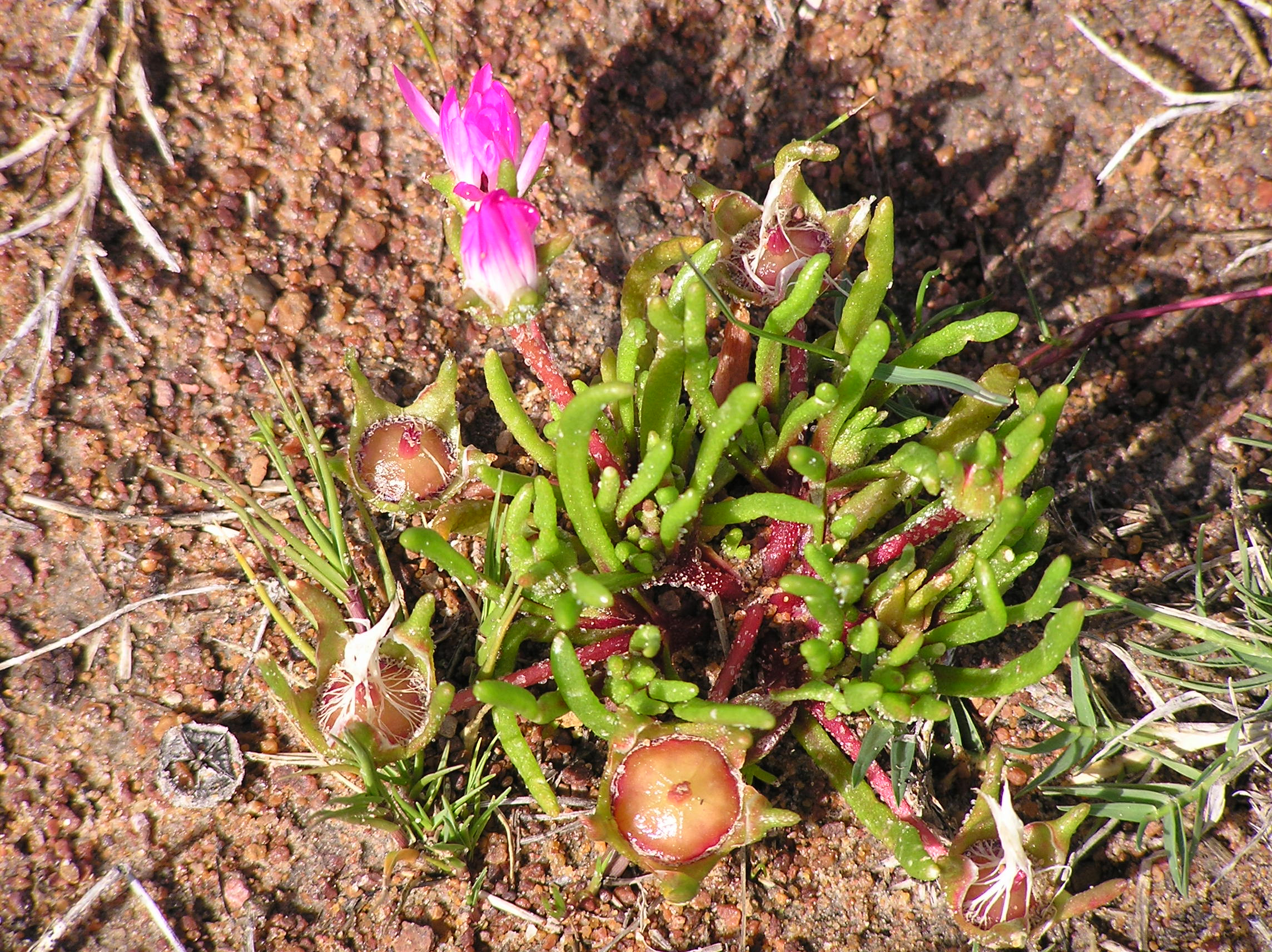
Tienie Versfeld Wildflower Reserve